# Gwieździn
Gwieździn ist ein Dorf in der Gmina Rzeczenica, Powiat Człuchowski der Woiwodschaft Pommern in Polen.

## Geschichte
Die erste urkundliche Erwähnung als Vurstenaow stammt aus dem Jahr 1376, als der Komtur Henryk von Grobitz dem Ort Lokalisationsrechte gab.
Zu dem Gebiet gehörte eine Fläche von 71 Hufen. Nach dem Zweiten Frieden von Thorn 1466 wurde der Ort Teil Polens. 1751 wurde die heutige Kirche errichtet.
1881 wurden 780 Bewohner in 88 Wohnhäusern gezählt, in den 1930er Jahren waren es 802 Einwohner.
Unter dem deutschen Namen Förstenau war der Ort eine Landgemeinde in Pommern. Diese gehörte in den 1930er Jahren zum Landkreis Schlochau, Provinz Grenzmark Posen-Westpreußen, Preußen. Durch die Verwaltungsreform 1938 kam die Gemeinde an die Provinz Pommern. Die Gemeinde bestand aus den zwei Wohnorten Förstenau und Karlshof.
Am Ende des Zweiten Weltkrieges wurde der Ort als Gwieździn wieder Teil Polens.